# Menelau (irmão de Ptolemeu I Sóter)
Menelau foi um irmão de Ptolemeu I Sóter.
Em 316 a.C.,[carece de fontes?] Ptolemeu I Sóter enviou uma força contra Chipre; o comando dos dez mil soldados estava com Mirmidão, o ateniense, o comando dos cem navios com Polycleitus, e o comando supremo com seu irmão Menelau.
Quando Nícocles, rei de Pafos (Chipre), transferiu sua lealdade para Antígono Monoftalmo, Ptolemeu enviou Argeu e Calícrates para a ilha, com ordens de matar Nícocles. Na ilha, eles obtiveram soldados de Menelau, o general, e cercaram a casa de Nícocles, ordenando que ele se matasse. Nícocles ainda tentou argumentar, mas, vendo que não era ouvido, matou-se.
Menelau seria mais tarde derrotado por Demétrio Poliórcetes.